# Ministerio de Estado para la Transformación Revolucionaria de la Gran Caracas
El Ministerio de Estado para la Transformación Revolucionaria de la Gran Caracas fue uno de los 40 órganos que conformaron el gabinete ejecutivo del gobierno venezolano. En 2014 este organismo pasa a conformar la Comisión Presidencial para la Transformación Revolucionaria de la Gran Caracas.

## Ministros
| Ministros de Estado para la Transformación Revolucionaria de la Gran Caracas |                                |             |                |
| Orden                                                                        | Nombre                         | Período     | Presidente     |
| 1                                                                            | Francisco de Asís Sesto Novas  | 2010 - 2013 | Hugo Chávez    |
| 1                                                                            | Francisco de Asís Sesto Novas  | 2013        | Nicolás Maduro |
| 2                                                                            | Ernesto Emilio Villegas Poljak | 2013 - 2014 | Nicolás Maduro |